# Ла Екидад
Клуб Депортиво Ла Екидад Сегурос, известен само като Ла Екидад (на испански: Club Deportivo La Equidad Seguros) е колумбийски футболен отбор от столицата Богота. Създаден на 1 декември 1982 г. и е собственост на застрахователната компания Екидад Сегурос.

## История
От 1993 до 2002 г. Ла Екидад играе в Категория Примера Ц, след това в периода 2003-2006 г. - в Категория Примера Б, а от 2007 г. - насам е в елитната Категория Примера А. Спечелването на Купата на Колумбия през 2008 г. и трите втори места в шампионата между 2007 и 2011 г. вкарват отбора в топ 100 на класацията на Международната футболна федерация по история и статистика IFFHS.

## Успехи
- Категория Примера А:
  - Вицешампион (3): 2007 Ф, 2010 А, 2011 А
- Категория Примера Б:
  - Шампион (1): 2006
- Купа на Колумбия:
  - Носител (1): 2008

## Рекорди
- Най-голяма победа: 5:0 срещу Хуниор де Баранкиля, 11 ноември 2007 и срещу Индепендиенте Меделин, 15 април 2011
- Най-голяма загуба: 4:0 срещу Хуниор де Баранкиля, 24 август 2008